# Bronceado (color)
Bronceado es un color pálido marrón o un matiz tostado del color marrón. El nombre deriva del color del bronce y del bronceado. El nombre en inglés (tan) se deriva de Tannum (corteza de roble) que se utiliza en el cuero curtido.
El primer uso registrado de bronceado como un nombre de matiz en Inglés (tan) fue en el año 1590.